# Mérope (Clément)
Pour les articles homonymes, voir Mérope.
Mérope est une pièce de théâtre de Pierre Clément. C'est une tragédie en 5 actes et en vers.
Clément la commença à l'âge de 22 ans, il avait fini les 3 premiers actes en 1733 lorsque le marquis de Maffei arriva à Paris, il prit donc la liberté d'aller lui demander son avis, le marquis lui répondit qu'il préférait qu'il se borne à en faire une simple traduction en vers et lui apprit par la même occasion que Voltaire aussi préparait une Mérope.
Mais Clément se détourna de ce conseil est continua son œuvre.
Quelques mois plus tard, pensant avoir fini, il alla la lire chez une dame illustre, amie de M. de Fontenelle qui se trouvait chez elle ce jour-là, Dufresne aussi présent et voyant avec quelle attention ils l'écoutèrent, prit le pas de demander une lecture à l'assemblée des Comédiens français, mais ceux-ci la jugèrent trop faible.
Après quelques errements qui le firent douter au point de ne jamais terminer sa pièce, Clément finit par se remettre au travail, mais Voltaire publia sa Mérope en premier, avec pour conséquence le fait que les comédiens refusèrent définitivement celle de Clément, ayant trop de ressemblances avec celle du génie qui écrivit Zaïre en trois mois. 
La Mérope de Clément ne fut donc jamais représentée.